# مونستر هنتر ستوريز
مونستر هانتر ستوريس رايد أون (باليابانية: モンスターハンター ストーリーズ RIDE ON (ライドオン)، بالروماجي: Monsutā Hantā Sutōrīzu Raido On) هو مسلسل أنمي ياباني مبني على سلسلة مونستر هنتر المنتجة من قبل كابكوم. أُنتج المسلسل من قبل ديفيد برودكشن. عُرض على تلفزيون فوجي في 2 أكتوبر 2016. تمت دبلجة المسلسل إلى العربية عن طريق مركز الزهرة وعُرض على فقرة سبيس باور ثم على قناة سبيستون.

## القصة
يعيش لوت وأصدقاؤه شيفال وليليا ونافيرو في قرية هاكوم، حيث يتعلم الأطفال المختارون أن يكونوا فرسان. يشكل الفرسان رابطة مع الضواري ا التي تفقس من البيض، وركوبها كمتنقل للسفر والقتال. نظرًا لكون ركوب الضواري مهارة محظورة في مجتمع مليء بصائدي الضواري، فإن قرية هاكوم معزولة عن العالم الخارجي وتحافظ على تقاليد ركوبها سراً للجميع باستثناء عدد قليل من الأفراد المتميزين. مع مغامرات لوت مع أصدقائه ومعرفة المزيد عن ركوب الضواري، يظهر تهديد سابق يُدعى الآفة السوداء، تصيب الغابة القريبة مما جعل الضواري تتأثر بها ايضاً وهو ما يؤدي إلى هجمات ضواري أكثر عدوانية. يتعين على جيل جديد من الفرسان الآن إيجاد طريقة لإيقاف الضواري المتأثرة بالآفة السوداء دون الحاجة إلى تدميرها تمامًا.

## الشخصيات
لوت (باليابانية: リュート، بالروماجي: Ryūto)
مؤدية الصوت: موتسومي تامورا (مؤدية الصوت بالدبلجة العربية : ندى محفوض )
نافيرو (باليابانية: ナビルー، بالروماجي: Nabirū)
مؤدية الصوت: ماو إيتشيميتشي (مؤدية الصوت بالدبلجة العربية : رشا بيدس )
ليليا (باليابانية: リリア، بالروماجي: Riria)
مؤدية الصوت: مينامي تاكاهاشي (مؤدية الصوت بالدبلجة العربية : سمر كوكش )
شيفال (باليابانية: シュヴァル، بالروماجي: Shuvaru)
مؤدي الصوت: ريوتا أوساكا (مؤدية الصوت بالدبلجة العربية : أميرة الحذيفي )
أفينيا (باليابانية: アユリア Ayuria)
مؤدية الصوت: يوي ماكينو (مؤدية الصوت بالدبلجة العربية : غزل حنون )
الرئيس أومنا (باليابانية: オムナ村長، بالروماجي: Omuna Sonchō)
مؤدي الصوت: تيتسوؤو غوتو (مؤدي الصوت بالدبلجة العربية : جمال نصار )
ريفيرتو (باليابانية: リヴェルト، بالروماجي: Rivueruto)
مؤدي الصوت: توموكازو سوغيتا (مؤدي الصوت بالدبلجة العربية : طالب الرفاعي )
سيمون (باليابانية: シモーヌ، بالروماجي: Shimōnu)
مؤدية الصوت: نانا ميزوكي (مؤدية الصوت بالدبلجة العربية : أسيمة يوسف)
دان (باليابانية: ダン先輩، بالروماجي: Dan-senpai)
مؤدي الصوت: جونيتشي ياناغيتا (مؤدي الصوت بالدبلجة العربية : إياس أبو غزالة )
ميرو (باليابانية: ミル، بالروماجي: Miru)
مؤدية الصوت: أياكا أساي (مؤدية الصوت بالدبلجة العربية : ميس ضوا )
هيورو (باليابانية: ヒョロ، بالروماجي: Hiyoro)
مؤدية الصوت: ميتشيو موراسي (مؤدية الصوت بالدبلجة العربية : رنيم الخضراوي )
جيني (باليابانية: ジーニー، بالروماجي: Jīnī)
مؤدي الصوت: يوما أوتشيدا (مؤدية الصوت بالدبلجة العربية : بثينة شيا )
ستون (باليابانية: ストーン، بالروماجي: Sutōn)
مؤدي الصوت: إيتارو ياماموتو (مؤدي الصوت بالدبلجة العربية : طالب الرفاعي )
نول (باليابانية: ノール، بالروماجي: Nōru)
مؤدي الصوت: تاكانوري أوياما

## روابط خارجية
- الموقع الرسمي
 (باليابانية)
- مونستر هنتر ستوريز (أنمي) في شبكة أخبار الأنمي